# Église Saint-Sauveur de Nevers
L'église Saint-Sauveur est une ancienne église catholique située à Nevers, en France.

## Localisation
Elle se trouve sur la place Mossé.

## Historique
L'église est construite au XIIe siècle. Elle s'effondre en 1838, laissant aujourd'hui uniquement le porche de l'édifice qui est classé au titre des monuments historiques en 1941 et inscrit en 1946.

## Architecture
Le tympan et plusieurs chapiteaux sculptés illustrant de manière remarquable le bestiaire du Moyen Âge sont actuellement conservés au Musée archéologique du Nivernais de la Porte du Croux. (source : "Cheminement piéton de la ville de Nevers").

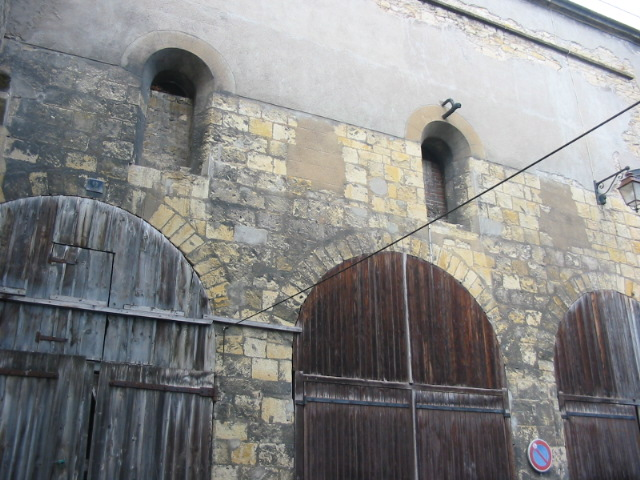
Les anciennes travées